# Вилларе де Жуайёз, Луи Тома
Тома́ Вилларе́ де Жуайёз (фр. Thomas Villaret de Joyeuse), с 1789 года Луи Тома де Жуайёз (Louis Thomas de Joyeuse), с 1792 года Луи Тома Вилларе-Жуайёз (Louis Thomas Villaret-Joyeuse; 29 мая 1747 (некоторые биографы указывают 1750), Ош — 24 июля 1812, Венеция) — французский адмирал. Его имя высечено под Триумфальной аркой в Париже.

## Биография
Поступил на флот в 1765 году. Начал службу под начальством адмирала Сюфрена. Особо отличился при осаде англичанами Пондишери в 1778 году. В 1781 году командовал фрегатом «Ля Беллон». У берегов Индии участвовал в стычках с англичанами и попал в плен, но был освобождён.
Хотя Вилларе де Жуайёз не сочувствовал революции, он перестал использовать аристократическое «де» в своей фамилии. Сумев сохранить свой пост командира фрегата, в 1793 году стал контр-адмиралом и был поставлен начальником Брестской эскадры. В 1794 году возглавлял эскадру из 23 линейных кораблей и 16 фрегатов, сопровождавшую корабли с зерном, шедшие во Францию из Америки. Атакованный в море эскадрой адмирала Хау, он потерял 7 кораблей и около 5 тысяч человек убитыми и ранеными. Тем не менее, он смог сохранить конвой и груз, невзирая на морскую блокаду, смог достичь Франции.
Вилларе-Жуайёз был произведён в вице-адмиралы. Вернувшись во Францию, он вышел в отставку и решил заняться политикой. В 1796 году был избран депутатом Совета пятисот. В Совете он присоединился к роялистам и после 18 фрюктидора вместе с другими членами этой партии был сослан на остров Олерон, где провёл три года.
В 1801 году Наполеон вернул его из ссылки и назначил в экспедицию на остров Сан-Доминго, с целью перевозки войск генерала Леклерка для борьбы с Гаитянской революцией. В 1802 году он был назначен губернатором островов Сент-Люсия и Мартиники. В 1809 году он был атакован англичанами и взят в плен. Вскоре вернувшись во Францию, в том же году был назначен губернатором Венецианской области в наполеоновском королевстве Италии.
Умер от болезни 24 июля 1812 года в Венеции, где и был похоронен.

## Награды
- Орден Святого Людовика, кавалер (15 июля 1783)
- Орден Почётного легиона:
  - кавалер (11 октября 1803)
  - великий офицер (14 июня 1804)
  - кавалер большого креста (2 февраля 1805)